# Назаровка (Челябинская область)
Назаровка — упразднённая в 1986 году деревня в Варламовском сельсовете Чебаркульского района Челябинской области России. В настоящее время — урочище.

## География
Урочище находится в центральной части Челябинской области, в лесостепной зоне.

## История
В 1970 году в деревне проживало 82 человека, работало отделение колхоза «Большевик»
Исключена из учетных данных решением Облисполкома номер 198 от 24 апреля 1986 года в связи с выездом населения.

## Население
- 1970 год — 82 чел.

## Топографические карты
- Лист карты N-41-050.